# Stephan Jandl
Stephan Jandl (* 26. September 1988 in Voitsberg) ist ein österreichischer Handballtrainer und ehemaliger Handballspieler.

## Karriere
Jandl begann mit sechs Jahren in Bärnbach Handball zu spielen. Infolge der Fusion seines Heimatvereins mit dem Team aus Köflach lief er für die Spielgemeinschaft auf. Seine aktive Profi-Karriere begann der Voitsberger bei der HSG Raiffeisen Bärnbach/Köflach, mit der er in der Saison 2009/10 den Aufstieg in die Handball Liga Austria schaffte. 2013 wechselte Jandl zur Union Leoben. Von 2019 bis 2023 lief Jandl für die HSG Graz auf. Seit 2022 gehört er zum Trainerteam der Grazer.
Im April 2012 wurde er das erste Mal von der österreichischen Handballnationalmannschaft einberufen und bestritt 11 Länderspiele für diese.

## Saisonbilanzen

### HLA
| Saison    | Verein                          | Spielklasse | Tore | 7-Meter        | Feldtore |
| --------- | ------------------------------- | ----------- | ---- | -------------- | -------- |
| 2010/11   | HSG Raiffeisen Bärnbach/Köflach | HLA         | 92   | 13/24          | 52       |
| 2011/12   | HSG Raiffeisen Bärnbach/Köflach | HLA         | 121  | 16/24          | 105      |
| 2012/13   | HSG Raiffeisen Bärnbach/Köflach | HLA         | 100  | 12/21          | 88       |
| 2013/14   | Union Leoben                    | HLA         | 81   | 14/20          | 67       |
| 2014/15   | Union Leoben                    | HLA         | 100  | 27/37          | 73       |
| 2015/16   | Union Leoben                    | HLA         | 100  | 18/26          | 82       |
| 2016/17   | Union Leoben                    | HLA         | 76   | 9/13           | 67       |
| 2010–2017 | gesamt                          | HLA         | 670  | 109/165 (66 %) | 561      |

### HBA
| Saison    | Verein                          | Spielklasse | Tore | 7-Meter    | Feldtore |
| --------- | ------------------------------- | ----------- | ---- | ---------- | -------- |
| 2008/09   | HSG Raiffeisen Bärnbach/Köflach | HBA         | 48   | 0/1        | 33       |
| 2009/10   | HSG Raiffeisen Bärnbach/Köflach | HBA         | 67   | 1/2        | 66       |
| 2008–2012 | gesamt                          | HBA         | 115  | 1/3 (33 %) | 114      |

## Erfolge
- Aufstieg in die Handball Liga Austria (mit der HSG Raiffeisen Bärnbach/Köflach)